# Kansuke Naka
Pour les articles homonymes, voir Naka.
Kansuke Naka (中 勘助, Naka Kansuke), 22 mai 1885 – 3 mai 1965, est un écrivain et essayiste japonais.
Né à Tokyo, il est élève de Natsume Sōseki qui s'occupe de la publication de son premier roman Gin no saji (« La cuillère d'argent », 1911-13), nostalgique description de l'enfance,  dans le Asahi Shimbun. Il est salué par Tetsurō Watsuji, critique littéraire de premier plan ainsi que par Zhou Zuoren pour sa volonté rare de critiquer les nationalistes japonais. Il écrit également Inu (« Le Chien », 1922) et Rōkan (poèmes, 1935). De 1926 à 1932 il réside à Hiratsuka, mais il passe la plupart de sa vie à Tokyo hormis une évacuation vers la préfecture de Shizuoka pendant la Seconde Guerre mondiale. Il épouse Kazuko Shimada en 1942.

## Source de la traduction
- (en) Cet article est partiellement ou en totalité issu de l’article de Wikipédia en anglais intitulé « Kansuke Naka » (voir la liste des auteurs).
- Notices d'autorité :   - VIAF
  - ISNI
  - BnF (données)
  - IdRef
  - LCCN
  - GND
  - Italie
  - Japon
  - CiNii
  - Pays-Bas
  - Israël
  - NUKAT
  - Norvège
  - Corée du Sud
  - WorldCat